# Embalse del Charco del Cura
El embalse del Charco del Cura se encuentra localizado en El Tiemblo, pertenece a la cuenca hidrográfica del Tajo, y represa las aguas del río Alberche.
La presa fue construida en 1931 y es de gravedad, proyectada por E. Becerril y A. Peralba. El embalse tiene una superficie de 34 ha, y una capacidad de 3 hm³.